# Eisenbach (Emsbach)
Der Eisenbach ist ein Mittelgebirgsbach im Taunus. Er entspringt im östlichen Hintertaunus in einem höher gelegenen Talzug oberhalb von Haintchen und mündet von rechts in den Emsbach, der durch den Goldenen Grund verläuft.

## Geographie

### Verlauf
Die Quelle befindet sich zwischen Haintchen und Hasselbach. Er fließt durch Haintchen, in dem der Eisenbach in der Ortslage verrohrt ist und unterhalb des Ortes wieder oberirdisch verläuft. Talabwärts mündet der Hainbach. Der Eisenbach verläuft an dem Ausflugslokal Hubertushof vorbei. Nachfolgend speist das Gewässer mehrere Fischteiche. In Höhe des Hofgutes Hof zu Hausen mündet der Häuserbach. Er verläuft weiter durch das gleichnamige Dorf, Eisenbach und mündet zwischen Ober- und Niederselters, in Höhe der Ausfahrt von Eisenbach auf die Bundesstraße 8, in den Emsbach, der aus dem Hochtaunus kommt.

### Zuflüsse

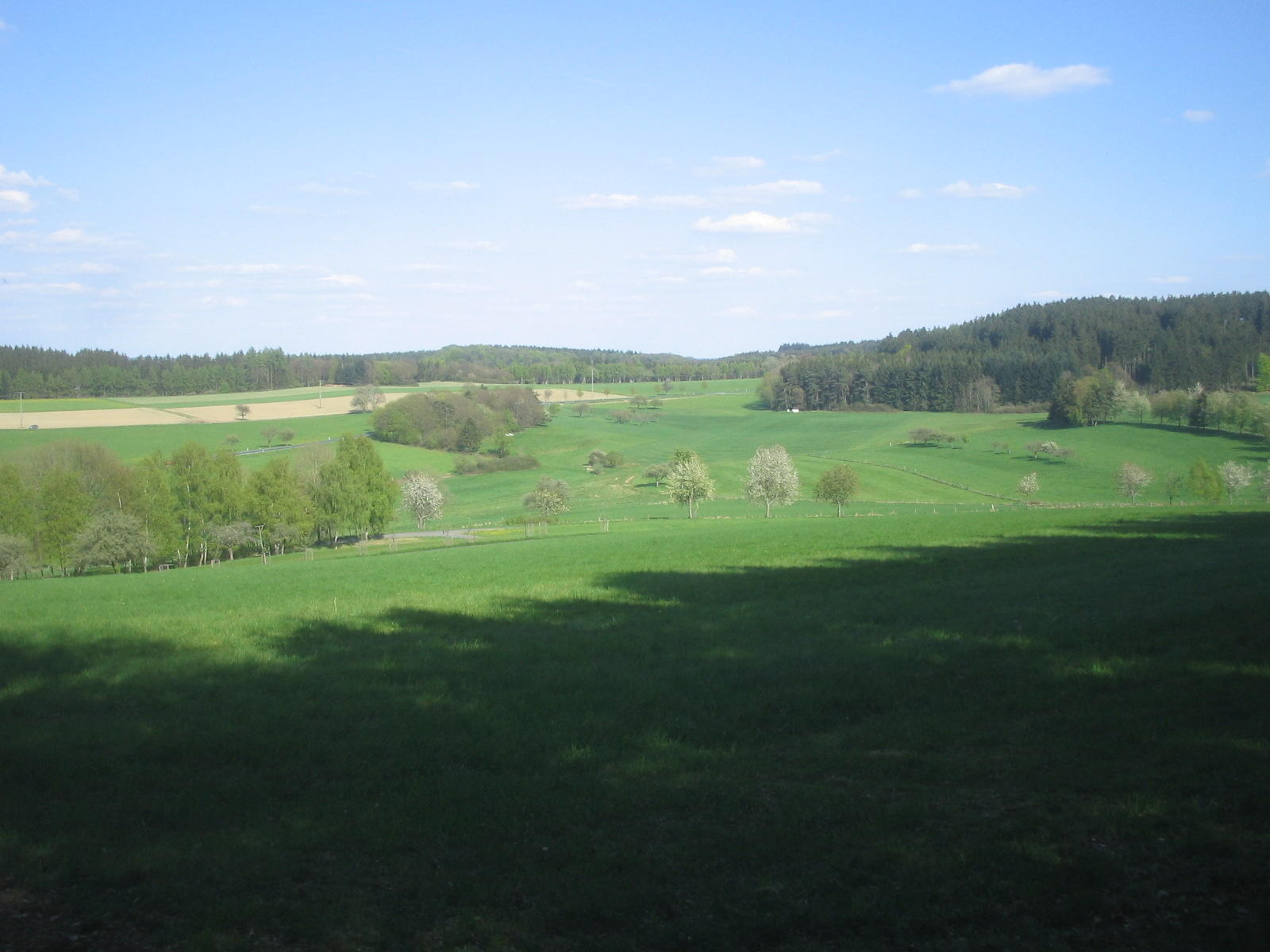
Quellgebiet und Quellkessel des Eisenbachs

- Hainbach (links), 1,5 km
- NN in der Nähe vom Hubertushof (rechts), 0,3 km
- Hauserbach (links), 4,5 km
- Langgraben[3] durch die Ortslage von Eisenbach (rechts) 1,2 km

## Natur und Umwelt
Der Bereich des Quellgebietes ist als Wasserschutzgebiet ausgelegt. Rundherum sind Weiden gelegen, dahinter schließt sich der dichte Waldgürtel auf den Höhenzügen an.

## Geschichte
Oberhalb der Quelle zur Landstraße hin, liegt der Kirchküppel, ein Wäldchen; bis zum Dreißigjährigen Krieg hat sich dort das ausgegangene Dorf Obernhain befunden. Ob dort eine Kirche stand, ist nicht mehr genau zu belegen. Es war vermutlich ein kleiner Weiler mit einzelnen Häusern, direkt an der Landstraße 3337 gelegen.